# エレハマー半複葉機

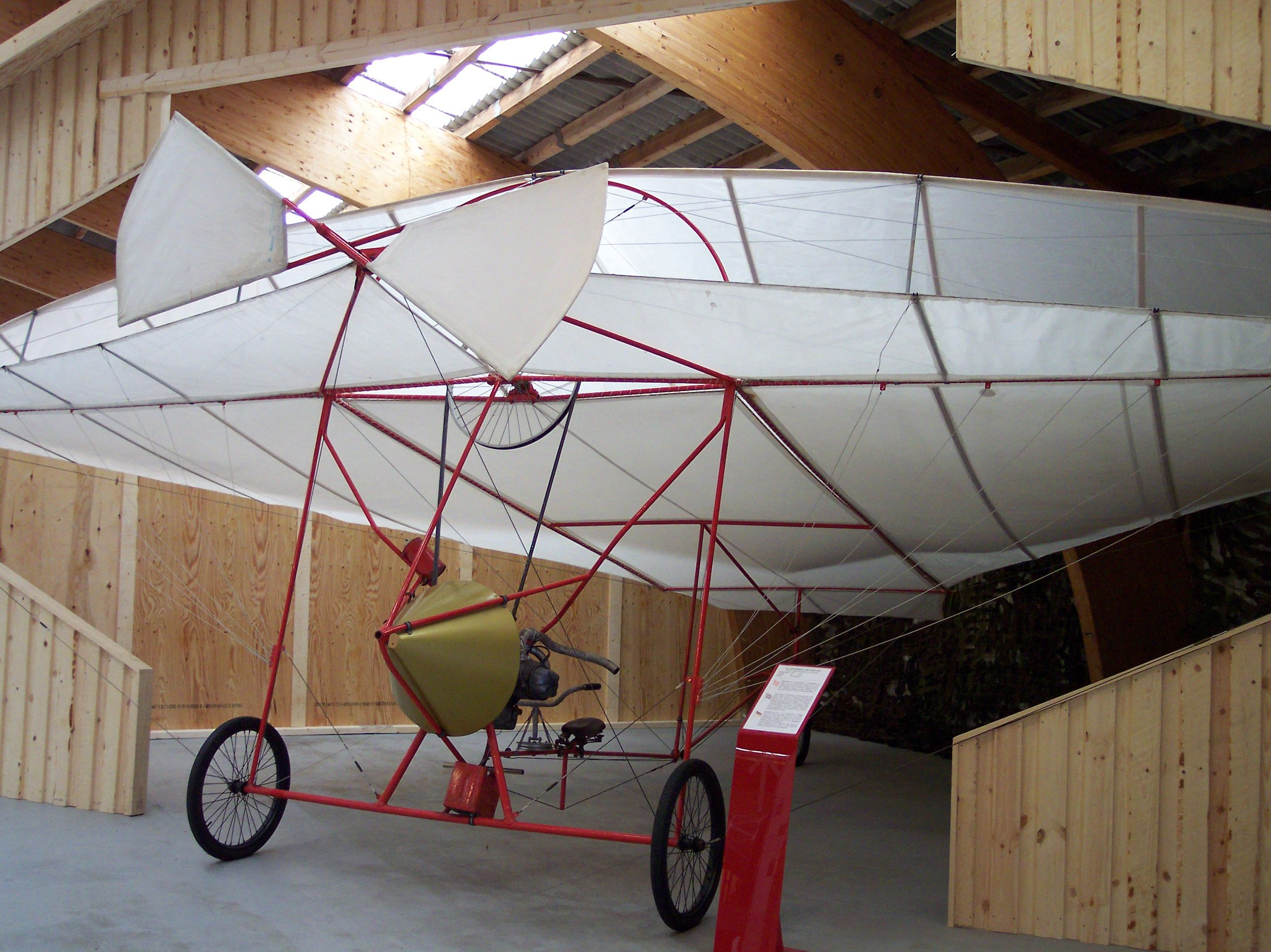
エレハマー半複葉機の復元機

エレハマー半複葉機（Ellehammer Semi-biplane）はデンマークの航空のパイオニアである、ヤコブ・エレハマーが1906年に製作した航空機である。前年に製作した単葉機の設計と同じように、大きな3角形の主翼をもち、エレハマーが設計製作したエンジンが翼の下に取り付けられた。操縦士席はブランコのように吊るされていて、現代のハンググライダーのように、操縦士の体重移動で、操縦する構想であった。3角形の主翼に３つの頂点と全面のアーチに結合された上翼が追加された。
1906年の8月16日にLindholm島で、短距離のジャンプに成功した後、9月12日、滑走路の中央に建てたポールに繋留して、ポールの周りを約40cmの高度で42mの連続距離を飛行に成功した。
1966年にArvid Ligaard Sørensenが、シトロエン・2CVのエンジンをつけた復元機を製作し、デンマーク航空博物館に寄付した。復元機のテストでは動力のプロペラへの伝達が難しく、滑走はできたが離陸はできなかった。